# Taxeotis xanthogramma
Taxeotis xanthogramma là một loài bướm đêm trong họ Geometridae.